# Lockhart (Australie)
Pour les articles homonymes, voir Lockhart.
Lockhart est un village australien situé dans la zone d'administration locale du même nom, dont il est le chef-lieu, en Nouvelle-Galles du Sud.

## Géographie
Le village est situé dans l'est de la Riverina, à 63 km de Wagga Wagga et à 520 km au sud-ouest de Sydney.

## Histoire
Appelé à l'origine Greens Gunyah, il doit son nom en 1897 à C.G.N. Lockhart, un représentant du gouvernement dans la région de la Murrumbidgee dans les années 1850. En 1906, le village devient le chef-lieu du comté du même nom, nouvellement créé. Une gare dessert le village entre 1901 et 1975.

## Démographie
La population s'élevait à 1 019 habitants en 2021.